# Championnat de Biélorussie de football 2006
Navigation
Saison précédente Saison suivante
La saison 2006 du Championnat de Biélorussie de football était la 16e édition de la première division biélorusse. Elle regroupe les quatorze meilleurs clubs biélorusses au sein d'une poule unique qui s'affrontent en matchs aller et retour. En fin de saison, les deux derniers du classement sont relégués en D2 et remplacés par les deux meilleurs clubs de First League.
Le BATE Borisov devient champion de Biélorussie en terminant en tête du championnat, avec 2 points d'avance sur le FK Dynamo Minsk et 3 sur le tenant du titre, le Shakhtyor Soligorsk. C'est le 3e titre de champion de l'histoire du club, qui réussit le doublé en battant le Shakhtyor Soligorsk en finale de la Coupe de Biélorussie.

## Les 14 clubs participants
| - FK Dynamo Minsk - MTZ-RIPA Minsk - FK Dynamo Brest - Torpedo Jodzina - FK Neman Grodno - Lokomotiv Minsk - FK Dnepr Moguilev | - Naftan Novopolotsk - Lokomotiv Vitebsk - Promu de First League - Shakhtyor Soligorsk - BATE Borisov - FK Belshina Babrouïsk - Promu de First League - FK Gomel - Daryda Minsk Rayon |

## Compétition
Le barème de points servant à établir le classement se décompose ainsi :
- Victoire : 3 points
- Match nul : 1 point
- Défaite : 0 point

### Classement
| Rang | Équipe                  | Pts | J  | G  | N  | P  | Bp | Bc | Diff |
| ---- | ----------------------- | --- | -- | -- | -- | -- | -- | -- | ---- |
| 1    | BATE Borisov C          | 54  | 26 | 16 | 6  | 4  | 47 | 27 | +20  |
| 2    | FK Dynamo Minsk         | 52  | 26 | 15 | 7  | 4  | 44 | 22 | +22  |
| 3    | Shakhtyor Soligorsk T   | 51  | 26 | 16 | 3  | 7  | 50 | 31 | +19  |
| 4    | MTZ-RIPO Minsk          | 51  | 26 | 16 | 3  | 7  | 54 | 24 | +30  |
| 5    | FK Gomel                | 42  | 26 | 12 | 6  | 8  | 33 | 32 | +1   |
| 6    | Lokomotiv Vitebsk P     | 38  | 26 | 9  | 11 | 6  | 21 | 18 | +3   |
| 7    | Naftan Novopolotsk      | 37  | 26 | 11 | 4  | 11 | 45 | 42 | +3   |
| 8    | Daryda Minsk Rayon      | 37  | 26 | 10 | 7  | 9  | 23 | 21 | +2   |
| 9    | FK Dynamo Brest         | 31  | 26 | 8  | 7  | 11 | 17 | 31 | -14  |
| 10   | FK Neman Grodno         | 30  | 26 | 8  | 6  | 12 | 24 | 30 | -6   |
| 11   | Torpedo Jodzina         | 30  | 26 | 7  | 9  | 10 | 21 | 27 | -6   |
| 12   | FK Dnepr Moguilev       | 23  | 26 | 6  | 5  | 15 | 29 | 47 | -18  |
| 13   | Lokomotiv Minsk         | 19  | 26 | 5  | 4  | 17 | 26 | 52 | -26  |
| 14   | FK Belshina Babrouïsk P | 9   | 26 | 1  | 6  | 19 | 16 | 46 | -30  |

|  | Qualification pour la Ligue des champions 2007-2008                        |
|  | Qualification pour la Coupe UEFA 2007-2008                                 |
|  | Qualification pour la Coupe UEFA 2006-2007 et pour la Coupe Intertoto 2007 |
|  | Relégation en deuxième division                                            |

## Bilan de la saison
| Championnat de Biélorussie de football 2006 |                         |
| Champion                                    | BATE Borisov (3e titre) |
| Coupes et trophées                          |                         |
| Vainqueur de la Coupe de Biélorussie 2006   | BATE Borisov            |
| Qualifications continentales                |                         |
| Ligue des champions 2007-2008               | BATE Borisov            |
| Coupe UEFA 2006-2007                        | BATE Borisov            |
| Coupe UEFA 2007-2008                        | FK Dynamo Minsk         |
| Coupe Intertoto 2007                        | Shakhtyor Soligorsk     |
| Promotions et relégations                   |                         |
| Promus en Premier League                    | FK Minsk                |
| Promus en Premier League                    | FK Smorgon              |
| Relégués en First League                    | Lokomotiv Minsk         |
| Relégués en First League                    | FK Belshina Babrouïsk   |